# شهباز (إيران)
شهباز (بالفارسية: شهباز) هي مدينة تقع في إيران في Qarah Kahriz District. يقدر عدد سكانها بـ 3,900 نسمة .